# Шулкаг
Шулкаг (чечен. ЩулкІаг) — комплекс жилых башен на территории поселения Шулкаг. Крепость находится несколько северо-восточнее и выше посёлка Пхакоч в высокогорном Итум-Калинском районе Чеченской Республики на берегу реки Дёре-Ахк у входа в ущелье Тазбичи.

## История
Владимир Марковин упоминает неизвестного автора, который представил первое примерное количество чеченских боевых башен. Исследования анонима были опубликованы в журнале «Русский инвалид» за 1822 год. К середине XIX века относятся наблюдения Адольфа Берже. Он упоминает все осмотренные им башни, но не описывает их. Впоследствии А. П. Ипполитов опубликовал в журнале рисунки двух боевых строений у селения Шатой. Но главное научное значение имеет труд Всеволода Миллера, в котором детально описаны большинство памятников зодчества Чечни. В научной литературе XIX — начала XX веков сравнительно часто упоминаются башенные сооружения (Николай Зейдлиц, Карл Ган, Василий Долбежев, Г. А. Вертепов и другие). Тем не менее, это лишь небольшие записи. В начале XX века работы по исследованию местных древностей несколько активизировались. Местные краеведы М. Акбулатов, Ф. С. Панкратов, писатель Халид Ошаев большое внимание уделяли памятникам древности. В этот же период времени австрийский ученый Бруно Плечке составил материал, посвящённый Чечне. Однако лишь с 1935 года, с основанием Северокавказской археологической экспедиции (СКАЭ), возглавляемой Евгением Крупновым, началось планомерное исследование памятников зодчества Чечни. В задачу археологических экспедиций, помимо изучения памятников археологии бронзового и раннего железного веков, входило также обнаружение средневековых сооружений. С 1956 года аналогичные работы выполнял Горный (Аргунский) отряд СКАЭ, возглавляемый В. И. Марковиным. В это десятилетие были описаны памятники высокогорных участков реки Аргун (Аргунское ущелье), по реке Шаро-Аргун, в окрестностях озёр Кезенойам и Галанчеж. Помимо замеров памятников зодчества, записывались легенды и предания, связанные с ними, эстампировались петроглифы — узоры, выбитые на скалах и сооружениях древнейших строений. Отдельные результаты исследований тех лет нашли отображение в трудах Крупнова, Марковина, Виноградова, Умарова, Гольдштейна и других специалистов. Вместе с В. Марковиным на протяжении десяти лет, исследования различных средневековых объектов в данном районе проводили сотрудники горного отряда А. А. Исламов, А. Ф. Петраш, С. Ц. Умаров, М. Х. Багаев. А. Ф. Петраш обнаружила и обследовала склеповые могильники в местечке Титч-Дукъ и Шулгак.

## Описание
Комплекс состоит из развалин шести башен и целого строения. Башни построены на мысе с отлогими склонами. Неплохо сохранившаяся постройка стоит у оврага в стороне от руин. К востоку от него располагаются полуподземные склепы. На стенах здешних строений сохранились петроглифы: рисунок оленя, идущего вправо, две человеческие фигуры с крупными дланями, причем левые руки — трёхпалые.
Внутри одной постройки сооружена арочная монолита дугообразной формой с обрисовкой двух оленей, двух рук, неясной надписи на арабском языке, петроглифа в виде двух П-образных знаков и трилистника. Сохранившаяся жилая башня образует неправильный прямоугольник, направленный с северо-запада на юго восток. Вверху стены строения сужаются: узкие — до 8 м, широкие — до 8,75 м. Уцелевшая часть юго-восточной фасадной стены имеет высоту около 8,5 м. Входной проём увенчан выдолбленной в монолите округлой аркой. С внутренней стороны он раздается. Порог вмещен двумя цепями камней. В кладке входного проема есть петроглифы: на одном камне выбита рука, спиральки, заштрихованы имеющие общие размеры кругов, скоба, крест и лук; на другом — обрисовку круга с точками. Правее и выше сделан второй входной проём. Его арка составлена из клиновидных камней. Под проемом находится сквозное отверстие. На этом отрезке стены можно увидеть петроглифы, изображающие две человеческие фигуры, солярный знак и крест. С другой стороны освещается небольшим окном, расположенным на уровне трёх метров от её фундамента. Оно завершается монолитной аркой. Внутренняя сторона проём расширена, образуя классическую стрельчатую нишу, образованную напуском камней. Над окном находятся три сквозных отверстия, которые могли предназначаться для бойниц. Другой проход в этой стене образован сведёнными монолитами. На оставшйеся боковой стороне изображены петроглифы: елочка в рамке и длань. На южном углу строения изображена звезда. Северо-западная стена глухая, северо-восточная — сильно попорчена брешами. В левой части её, наверху, виден петроглиф — диагонали с углами. Внутри длинные стороны комнаты в средней части делятся пилястрами, основания которых толстостенные. Возможно, здание имело три этажа. На эту мысль наводят сохранившиеся выступы для перекрытий.